# استان سود یونگاس
استان سود یونگاس (به اسپانیایی: Provincia de Sud Yungas) یکی از استان‌های بولیوی در بولیوی است که در شهرستان لاپاز (بولیوی) واقع شده‌است. استان سود یونگاس ۵٬۷۷۰ کیلومتر مربع مساحت و ۱۰۵٬۰۱۳ نفر جمعیت دارد.